# Dirasha jezik
Dirasha jezik (dhirasha, diraasha, dirayta, gardulla, ghidole, gidole; ISO 639-3: gdl), jedan od dva afrazijska jezika koji čine istočnokušitsku jezičnu podskupinu konso-gidole. Njime govori 90 000 ljudi (2005 SIL) iz plemena Dirasha, nastanjenim u brdovitim predjelima zapadno od jezera Chamo.
Postoje dva dijalekta, Mosiya (8 097) i Kusumitta (10 100). Mnogi su bilingualni u istočnooromskom, konso [kxc], bussa [dox] ili amharskom [amh]

## Vanjske poveznice
- Ethnologue (14th)
- Ethnologue (15th)